# Дружмирско језеро
46° 22′ 33″ N 15° 3′ 30″ E / 46.37583° С; 15.05833° И
Дружмирско језеро је вештачко језеро у Словенији, између Шоштања и Велења.

## Географске карактеристике
То је најмлађе од три вештачка језера које чине групу Шалешких језера. Настало је у нериоду од 1975—2005. године слегањем тла, на месту старих ровова Велењског рудника. Налази се на источној периферији Шоштања, на надмоској висини од 360 метра што је за 6 метара ниже од Велењског, а 12 од Шкалског језера. Максимална дубина износи 87 метара и најдубље је језеро такве врсте у Словенији.
Кроз језеро протиче река Велуња. Његово појезерје заузима површину од 30 km².